# UCI Àsia Tour 2025
L'UCI Àsia Tour 2025 és la vintuena edició de l'UCI Àsia Tour, un dels cinc circuits continentals de ciclisme de la Unió Ciclista Internacional. Està format per divuit proves, organitzades entre el 6 de desembre de 2024 i el 13 d'octubre de 2025 a Àsia.

## Equips
Els equips poden participar en les diferents curses depenent de la categoria de la prova. Per exemple, els UCI WorldTeams només poden participar en curses .1 i el seu nombre per cursa és limitat.
| Catégorie | Catégorie              | Équipes                                                                           |
| --------- | ---------------------- | --------------------------------------------------------------------------------- |
| .1        | 1.1 (Cursa d'un dia)   | * UCI WorldTeam (màx. 50 %) * UCI ProTeam * Equip continental * Selecció nacional |
| .1        | 2.1 (Cursa per etapes) | * UCI WorldTeam (màx. 50 %) * UCI ProTeam * Equip continental * Selecció nacional |
| .2        | 1.2 (Cursa d'un dia)   | * UCI ProTeam * Equip continental * Selecció nacional * Equip regional i de club  |
| .2        | 2.2 (Cursa per etapes) | * UCI ProTeam * Equip continental * Selecció nacional * Equip regional i de club  |

## Evolució del calendari

### Novembre 2024
| Data | Cursa          | País | Cat. | Vencedor                   | Equip                      | Ref. |
| ---- | -------------- | ---- | ---- | -------------------------- | -------------------------- | ---- |
| 12   | Tour d'Okinawa | Japó | 1.2  | cancel·lat per inundacions | cancel·lat per inundacions |      |

### Desembre 2024
| Data | Cursa        | País      | Cat. | Vencedor   | Equip              | Ref. |
| ---- | ------------ | --------- | ---- | ---------- | ------------------ | ---- |
| 6-8  | Tour de Siak | Indonèsia | 2.2  | Jack Drage | Garuda Development |      |

### Gener
| Data  | Cursa        | País                | Cat. | Vencedor       | Equip                  | Ref. |
| ----- | ------------ | ------------------- | ---- | -------------- | ---------------------- | ---- |
| 24-28 | Sharjah Tour | Emirats Àrabs Units | 2.2  | Josh Kench     | Li Ning Star           |      |
| 28-2  | AlUla Tour   | Aràbia Saudita      | 2.1  | Thomas Pidcock | Q36.5 Pro Cycling Team |      |

### Febrer
| Data | Cursa          | País | Cat. | Vencedor      | Equip                  | Ref. |
| ---- | -------------- | ---- | ---- | ------------- | ---------------------- | ---- |
| 7    | Muscat Classic | Oman | 1.1  | Rick Pluimers | Tudor Pro Cycling Team |      |

### Març
| Data  | Cursa             | País        | Cat. | Vencedor        | Equip               | Ref. |
| ----- | ----------------- | ----------- | ---- | --------------- | ------------------- | ---- |
| 16-20 | Tour de Taïwan    | Xina Taipei | 2.1  | Brady Gilmore   | Israel-Premier Tech |      |
| 24-29 | Tour de Tailàndia | Tailàndia   | 2.1  | Alexander Salby | Li Ning Star        |      |

### Abril
| Data  | Cursa             | País       | Cat. | Vencedor   | Equip        | Ref. |
| ----- | ----------------- | ---------- | ---- | ---------- | ------------ | ---- |
| 28-30 | Tour de Bostonliq | Uzbekistan | 2.2  | Josh Kench | Li Ning Star |      |

### Maig
| Data  | Cursa          | País       | Cat. | Vencedor            | Equip                           | Ref. |
| ----- | -------------- | ---------- | ---- | ------------------- | ------------------------------- | ---- |
| 10-12 | Tour de Kumano | Japó       | 2.2  | Mark Stewart        | Team Solution Tech-Vini Fantini |      |
| 19-26 | Volta al Japó  | Japó       | 2.2  | Alessandro Fancellu | JCL Ukyo                        |      |
| 27-29 | Tour de l'Iran | Uzbekistan | 2.1  | Saeid Safarzadeh    | Iran                            |      |

### Juny
| Data  | Cursa                                  | País            | Cat. | Vencedor              | Equip                              | Ref. |
| ----- | -------------------------------------- | --------------- | ---- | --------------------- | ---------------------------------- | ---- |
| 4-8   | Tour de Gyeongnam                      | Corea del Sud   | 2.2  | Dylan Hopkins         | Roojai Insurance                   |      |
| 14-15 | Yellow River Estuary Road Cycling Race | R.P. de la Xina | 2.2  | Cristian Pita Bolaños | Huansheng-Vonoa-Taishan Sport Team |      |

### Juliol
| Data  | Cursa                    | País      | Cat. | Vencedor          | Equip                           | Ref. |
| ----- | ------------------------ | --------- | ---- | ----------------- | ------------------------------- | ---- |
| 13    | The Road Race Tokyo Tama | Japó      | 1.2  | Lorenzo Quartucci | Team Solution Tech-Vini Fantini |      |
| 28-31 | Tour de l'Ijen           | Indonèsia | 2.2  | Benjamí Prades    | VC Fukuoka                      |      |

### Agost
| Data  | Cursa                       | País            | Cat. | Vencedor | Equip | Ref. |
| ----- | --------------------------- | --------------- | ---- | -------- | ----- | ---- |
| 21-25 | Trans-Himalaya Cycling Race | R.P. de la Xina | 2.1  |          |       |      |

### Setembre
| Data  | Cursa             | País            | Cat. | Vencedor | Equip | Ref. |
| ----- | ----------------- | --------------- | ---- | -------- | ----- | ---- |
| 8-9   | Tour de Binzhou   | R.P. de la Xina | 2.1  |          |       |      |
| 13-15 | Tour de Shanghai  | R.P. de la Xina | 2.2  |          |       |      |
| 19-21 | Tour de Huangshan | R.P. de la Xina | 2.1  |          |       |      |

### Octubre
| Data  | Cursa              | País | Cat. | Vencedor | Equip | Ref. |
| ----- | ------------------ | ---- | ---- | -------- | ----- | ---- |
| 5     | Oita Urban Classic | Japó | 1.2  |          |       |      |
| 11-13 | Tour de Kyushu     | Japó | 2.1  |          |       |      |